# Front commun syndical
Pour les articles homonymes, voir Front commun.
Un Front commun syndical est une coalition de plusieurs syndicats en vue d'une action commune.

## Front commun par pays

### En Belgique
C'est une pratique courante en Belgique qui consiste à ce que les deux principaux syndicats, la Confédération des syndicats chrétiens (CSC) et la FGTB (syndicats socialistes), s'unissent dans les actions importantes, au plan de la Wallonie et d'autres régions de la Belgique en vue de faire la somme de leurs forces dans des actions menées de concert.
L'habitude s'instaura après la division des mêmes syndicats face à la Grève générale de l'hiver 1960-1961 durant laquelle la direction nationale de la CSC avait condamné l'action tandis qu'en Wallonie de très nombreux syndiqués chrétiens s'associaient aux militants socialistes de la FGTB. 
On peut concevoir que le Rassemblement des progressistes a appelé pendant longtemps un prolongement politique de cette pratique ouvrière et syndicale sans cependant que celui-ci ne devienne effectif sauf, par exemple, à Mons avec l'UDP du sénateur communiste René Noël et lors du lancement d'un nouveau parti dans les années 1980, Solidarité et participation, qui ne parvint à obtenir aucun élu, excepté un député communautaire germanophone en 1986-1990. Ou encore, lors du tournant à gauche du Rassemblement wallon, le 2 décembre 1976.
Ce front commun tend à s'étendre aujourd'hui aux membres du syndicat libéral CGSLB.

### Canada

#### Québec
| Dates     | Organisations membres                                                                                   | Résultats                                                     |
| --------- | --- | ------------------------------------------------------------- |
| 1968-1969 | aucun front commun                                                                                      | Ententes sectorielles                                         |
| 1971-1972 | CEQ, CSN (incluant SFPQ et SPGQ) et FTQ                                                                 | Entente centrale négociée                                     |
| 1975-1976 | CEQ, CSN et FTQ (excluant SFPQ et SPGQ)                                                                 | Entente centrale négociée                                     |
| 1979      | CEQ, CSN et FTQ                                                                                         | Entente centrale négociée                                     |
| 1982-1983 | CEQ, CSN et FTQ                                                                                         | Décret: réduction temporaire de 20 % des salaires             |
| 1985-1987 | Aucun front commun                                                                                      | Ententes salariales négociées                                 |
| 1988-1990 | Aucun front commun[réf. nécessaire]                                                                     | Entente centrale négociée                                     |
| 1992      | Aucun front commun                                                                                      | Entente de prolongation d'un an des conventions               |
| 1992-1994 | Aucun front commun officiel, mais alliance solidaire pour la mobilisation (CEQ, CSN, FTQ, SFPQ et SPGQ) | ...                                                           |
| 1995      | CEQ, CSN et FTQ                                                                                         | Entente négociée                                              |
| 1997      | CEQ, CSN et FTQ                                                                                         | ...                                                           |
| 1998-2003 | CEQ, CSN et FTQ                                                                                         | ...                                                           |
| 2005      | CSN, CSQ et FTQ                                                                                         | Décret des conditions de travail et lois de retour au travail |
| 2010      | CSN, SISP* et FTQ le SISP regroupait la CSQ, l'APTS, la FIQ, le SPGQ et le SFPQ                         | Entente négociée                                              |
| 2015      | CSN, SISP* et FTQ le SISP regroupait la CSQ, l'APTS et le SFPQ                                          | Entente négociée                                              |
| 2020      | Aucun Front commun                                                                                      | ...                                                           |
| 2023      | CNS, CSQ, FTQ et APTS                                                                                   |                                                               |

##### Front commun intersyndical de 1972
En 1972, le Gouvernement du Québec force la fin d'une grève dans la fonction publique ayant duré du 11 au 22 avril par une loi spéciale interdisant tout arrêt de travail jusqu'à ce qu'une entente négociée soit adoptée. Un front commun avait été formé par la CEQ, la CSN et la FTQ pour faire face au gouvernement mais l'adoption du bill 19 fit entrer leur présidents dans l'illégalité lorsqu'ils recommandèrent de défier cette loi. Ils furent condamnés le 8 mai à un an de prison pour outrage au tribunal, mais sont libérés après 15 jours à la suite d'un appel accordé. La Cour d'appel les renvoya finalement en prison le 2 février 1973, mais ils n'auront finalement purgé que 4 mois.

## Sources
1. ↑  Parlement de la Communauté germanophone : Composition depuis 1973
2. ↑  Jean Boivin, « La négociation collective dans le secteur public québécois : une évaluation des trois premières rondes (1964-1972) », Relations industrielles, vol. 27, no 4,‎ 1972 (lire en ligne)
3. ↑  Guillaume Tremblay-Boily, Front commun contre le gouvernement, Québec, Fondation, Jean-Charles-Bonenfant, 2011, 193 p. (lire en ligne)
4. ↑  « Le Front commun de 1972 », sur Radio-Canada.
5. ↑  « 1972 : Front commun intersyndical », sur Ligne du temps.